# L'uovo del serpente
L'uovo del serpente (The Serpent's Egg) è un film del 1977 scritto e diretto da Ingmar Bergman.

## Trama
Berlino, 1923. Abel Rosenberg è un ebreo statunitense, trentacinquenne, di origine lettone, che fa il trapezista. È giunto da poco in città col fratello Max, ma quest’ultimo si suicida.
Abel, sospettato di aver ucciso il fratello e altre persone trovate uccise nella zona, viene interrogato dall'ispettore Bauer e poi va a pranzo con Holliger e insieme commentano quanto pubblicano i giornali, anche se Abel sostiene di non credere agli intrighi politici.
Durante il pomeriggio Abel si reca al cabaret in cui lavora Manuela, la vedova del fratello, per darle la notizia che Max si è sparato lasciando una lettera con sopra scritto: "Un flagello sta per abbattersi su di noi".
Manuela dice che non aveva visto il marito ultimamente e, terminato lo spettacolo trova  Abel ubriaco davanti al portone di casa sua, lo accompagna dentro aiutandolo e una volta ripresosi le ricorda gli anni dell'infanzia trascorsi con il fratello. Poi Manuela dice che deve andare a lavorare in un ufficio. Abel, rimasto solo nell'appartamento, fruga nei cassetti e trova parecchio denaro.
Abel va quindi all'obitorio: l'ispettore gli mostra i corpi degli assassinati e lo accusa. L'uomo cerca una via di fuga ma trova tutte le porte chiuse e così viene arrestato. Manuela va a trovarlo in carcere e gli dice che le hanno rubato tutti i suoi risparmi. Abel viene intanto rilasciato e, ritornato a casa con Manuela, viene a sapere che la padrona di casa non li vuole più ospitare.
Manuela dice ad Abel di aver avuto una relazione con un certo signor Vergérus, e gli confessa di lavorare in un bordello di lusso dove si recano attori, diplomatici e giornalisti di fama.
Vergérus mette a disposizione un appartamento dove Manuela e Abel vanno ad abitare vicino all'ospedale dove lavoreranno, lui in archivio e lei in lavanderia. Nel frattempo i nazisti fanno irruzione nel cabaret, picchiano il direttore e incendiano il locale.
Abel viene accolto dai dottori Soltermann e Silbermann e uno di essi gli confida che in quel luogo sta accadendo qualcosa di orribile. Abel inizia ad essere angosciato e per superare le sue paure si rifugia nell'alcol. Scopre intanto che Manuela è morta e, uscito dall'appartamento, si reca nei sotterranei dell'ospedale e viene aggredito. Si presenta Vergérus che, dopo avergli raccontato come vengano fatti degli esperimenti su esseri umani con una droga chiamata "tanatoxin" che conduce alla pazzia e alla morte, gli dice che Max era uno dei loro assistenti.
Abel, sconvolto, viene trovato dall'ispettore il quale gli somministra dei sonniferi (Veronal) e dorme per due giorni consecutivi. Bauer, che intanto ha parlato con Hollinger, lo informa di avergli trovato un lavoro in un circo a Basilea e che presto sarà accompagnato alla stazione.

## Analisi del film
Il film è ambientato negli anni venti e con uno stile improntato all'espressionismo tedesco, si svolge in un'atmosfera cupa dove predominano i colori scuri, tranne quando ci si sposta nel cabaret dove le scene vengono girate con colori accesi dovuti alla scenografia di Rolf Zehetbauer che aveva collaborato con Bob Fosse nel film Cabaret.

Il film può essere considerato un film dell'orrore, come dice lo stesso Bergman nella sua autobiografia quando afferma di aver fatto:
L'uovo del serpente ha una chiave autobiografica che ci viene offerta dallo stesso Bergman in alcune interviste in cui dice che pensava da parecchi anni a un film del genere, quasi una catarsi.

## Produzione
- Il film fu girato a Monaco di Baviera ai Bavaria Studios dall'ottobre al dicembre 1976.

## Titoli con cui è stato distribuito
- The serpent's Egg, Stati Uniti, 26 gennaio 1978 (New York), 15 febbraio 1978
- El huevo de la serpiente, Argentina, Spagna
- To avgo tou fidiou, Grecia
- Käärmeenmuna, Finlandia, 13 ottobre 1978
- L'oeuf du serpent, Francia
- Ormens ägg, Svezia, 28 ottobre 1977
- O Ovo da Serpente, Brasile
- Das Schlangenei, Germania Ovest, 28 ottobre 1977
- Slangens æg, Danimarca